# Prostitución en Vietnam

Prostitución en Asia. En rojo se indica el modelo prohibicionista, en el que la prostitución es ilegal, como es el caso de Vietnam.

La prostitución en Vietnam es ilegal y se considera un delito grave. No obstante, el Ministerio de Trabajo, Inválidos y Asuntos Sociales de Vietnam (MOLISA) calculó en 2013 había que 71 936 prostitutas en el país. Otras estimaciones, como las ofrecidas por ONUSIDA, sitúan la cifra en hasta 200 000.
Las organizaciones de trabajadoras sexuales denuncian que la aplicación de la ley es abusiva y corrupta.
MOLISA informó de que en 2011 se detuvo a 750 prostitutas y 300 proxenetas. Ese año se revocaron las licencias comerciales de 251 empresas por su implicación en el comercio sexual.

## Historia

### Dai Viet
No está claro cuándo aparecieron por primera vez en Vietnam la prostitución y otras formas de trabajo sexual. Posiblemente, la primera descripción o mención del trabajo sexual femenino se encuentra en El cuento de Kiều (en vietnamita: Truyện Kiều), un poema épico escrito hacia 1800 por el poeta Nguyễn Du. La historia se centra en la vida de Thúy Kiều, una joven que vive en Dai Viet a mediados del siglo XVI y que se sacrifica para salvar a su familia. Para evitar el encarcelamiento de su hermano y su padre, se vende en matrimonio, sin saber que su nuevo marido es un proxeneta, que la obliga al trabajo sexual. A pesar de que el poema se centra en el trabajo sexual forzado, sigue siendo popular y conmovedor incluso para los lectores actuales, lo que sugiere que el trabajo sexual no es estrictamente tabú en la sociedad vietnamita.
El poema se sitúa durante el reinado del emperador Jiajing de la China Ming, en una época en la que Dai Viet era políticamente independiente de China, pero afirmaba su pertenencia a un mundo cultural confuciano compartido con China. Como era de esperar, el poema describe una forma de trabajo sexual que se asemeja a la cultura cortesana china. La protagonista, Kiều, no es sólo una proveedora de servicios sexuales, sino también una artista, una intérprete y una amante potencial. Esta visión del trabajo sexual femenino en Dai Viet, aunque ficticia, complica la suposición de que el trabajo sexual es necesariamente o siempre ha sido un intercambio transaccional de sexo por dinero. El poema revela una comprensión del trabajo sexual en Vietnam en el siglo XIX que está arraigada en el trabajo performativo y afectivo, no solo sexual. Su continua resonancia sugiere que esta comprensión del trabajo sexual persiste en el presente.
Aparte de la representación del trabajo sexual femenino en El cuento de Kiều, los estudiosos apenas han encontrado mención del tema en otros documentos y textos del periodo Dai Viet de la historia vietnamita. Esta laguna sugiere que, aunque el trabajo sexual estuviera presente, los gobernantes de Dai Viet lo trataban de forma ambigua. A modo de ejemplo, el código legal de 1812 promulgado por el emperador Gia Long De la dinastía Nguyễn, el más conocido de los documentos legales precoloniales de Vietnam, no contiene ninguna prohibición explícita del trabajo sexual, pero sí una disposición para castigar a los funcionarios masculinos de la corte que visiten las casas de canto ả đào, que tienen fama de ser lugares históricos de trabajo sexual femenino unido al entretenimiento cortesano.

### Período colonial

#### Visión general
Durante el periodo colonial, la prostitución femenina y otras formas de trabajo sexual no estaban prohibidas, sino fuertemente reguladas por las autoridades francesas. La normativa se centraba en los encuentros entre colonizadores y colonizados (es decir, hombres europeos y mujeres vietnamitas), dejando sin regular otros tipos de encuentros sexuales y otras formas de trabajo sexual, incluidos los que implicaban a hombres nativos o mujeres europeas. Incluso entonces, había mucho trabajo sexual clandestino o «mercado negro» que tenía lugar fuera del sistema de regulación en el periodo colonial. Esta situación es similar a la del periodo precolonial, cuando el trabajo sexual estaba regulado, aunque de forma más laxa, y el trabajo sexual clandestino también tenía lugar fuera del sistema de regulación de Dai Viet.
La regulación del trabajo sexual femenino no existía en el vacío. Formaba parte del sistema general del gobierno colonial para regular los encuentros carnales entre la población europea y la vietnamita. Como señala la antropóloga e historiadora Ann Laura Stoler, el trabajo sexual empezó a considerarse cada vez más permisible cuando el concubinato empezó a caer en desgracia con el gobierno a principios del siglo XX. El concubinato, tanto en Indochina como en gran parte del sudeste asiático, se consideró inicialmente a finales del siglo XIX más propicio que el trabajo sexual para estabilizar las jerarquías raciales y preservar la salud pública, porque ofrecía a los hombres europeos de las colonias la oportunidad de establecer relaciones interraciales fuera del matrimonio que fueran estables y no corrieran el riesgo de propagar enfermedades venéreas. Sin embargo, el concubinato producía una descendencia mestiza (en francés: métis) cuyas identidades se consideraban, cada vez más a principios del siglo XX, como una amenaza para desdibujar la frontera entre colonizador y colonizado y, por tanto, para socavar las jerarquías raciales. En ese contexto, otro historiador señala que para las autoridades coloniales, el trabajo sexual llegó a ser permisible o incluso preferible al concubinato, porque se consideraba una transacción sin amor; como tal, estaba muy regulado, pero no prohibido de plano.
Tanto los registros coloniales como los reportajes contemporáneos de los nativos (en vietnamita: phóng sự) tienden a enmarcar el trabajo sexual femenino en el Vietnam colonial como un problema que no sólo era moral y médicamente impropio, sino que también era un microcosmos de algún problema o temor mayor, ya tuviera que ver con la ineficacia del gobierno colonial francés o con la decadencia de la sociedad vietnamita. Un claro ejemplo de este encuadre puede encontrarse en Lục Xì, un clásico reportaje sobre el trabajo sexual en la Hanoi colonial, escrito en 1937 por Vũ Trọng Phụng, un renombrado periodista y autor de literatura vietnamita modernista.
El detallado estudio de Phụng sobre la industria del sexo sólo fue posible porque los funcionarios de Hanói querían mostrar el ostensible éxito de la ciudad en el tratamiento del trabajo sexual a periodistas y escritores como Phụng, lo que le dio a él y a sus contemporáneos un acceso sin precedentes en 1937 al dispensario municipal (en vietnamita: nhà lục xì, traducción literal de «casa del mirón») donde las trabajadoras del sexo recibían tratamiento para enfermedades venéreas. Sin embargo, el trabajo sexual no estaba en absoluto oculto a la opinión pública en aquella época, ni el reportaje era la primera incursión de Phụng en la escritura sobre el trabajo sexual, ya que acababa de publicar una novela en 1936 (Làm Đĩ, traducida como Prostituta) con un relato ficticio de cómo una mujer de clase alta se convierte en trabajadora sexual, escrito al estilo del realismo social. El punto de vista de Phụng no es simplemente que el trabajo sexual fuera inmoral, sino que la enorme presencia del trabajo sexual en Hanoi era un síntoma de problemas más amplios, como las políticas coloniales explotadoras o ineficaces, las actitudes materialistas, la pobreza y la propagación de enfermedades venéreas- que contrastaban fuertemente con las afirmaciones francesas de que Vietnam prosperaba bajo el dominio colonial.
Por otra parte, los estudios académicos sobre el periodo colonial suelen presentar una visión del trabajo sexual femenino como algo más que un objeto de regulación colonial en nombre de la lucha contra la incorrección moral o médica, sino también como una indicación de la agencia de las trabajadoras del sexo y una metáfora de las jerarquías de género y raciales que están en el corazón de la empresa colonial. Muchas trabajadoras del sexo eligieron este trabajo porque querían escapar de la pobreza rural, y la industria del sexo les ofrecía una oportunidad profesional viable para mejorar económicamente. Este sentido de la agencia también obligó a las trabajadoras del sexo a ejercer su oficio en el mercado negro, al margen de los onerosos requisitos normativos y del régimen fiscal del Estado. Al mismo tiempo, las trabajadoras del sexo no siempre eligieron la profesión libremente; podrían haber optado por el trabajo sexual por pura desesperación económica o haber sido víctimas de la servidumbre o de esquemas de trata. El hecho de que el trabajo sexual fuera una actividad viable -que las trabajadoras del sexo vietnamitas fueran patrocinadas por hombres europeos- también tenía que ver con el orden racial y de género vigente en la época, que a menudo presentaba a las mujeres vietnamitas, en representaciones literarias, visuales y epistolares, como objetos sexuales para la mirada y el deseo del hombre europeo.

#### Normativa
En general, los historiadores han observado que las normativas relativas al trabajo sexual en la Indochina colonial a menudo se hacían eco de normativas similares en Francia e influían en ellas, como describe y analiza el historiador francés Alain Corbin.

#### Tonkín
Poco después del establecimiento de Tonkín como protectorado francés, en 1888, el Consejo Municipal de Hanói estableció una normativa oficial sobre la prostitución en la ciudad.
Las normativas de 1888 incluían una disposición para la concesión oficial de licencias a las casas de prostitución; estos burdeles con licencia (en francés: maison de tolérance) eran los únicos lugares donde se permitía el trabajo sexual. Al mismo tiempo, las trabajadoras del sexo tenían que registrar sus nombres, edades, lugares de origen y lugar de trabajo en la policía municipal, que mantenía un registro oficial de trabajadoras del sexo.
Las prostitutas registradas eran conocidas en francés como filles publiques (chicas públicas) o filles soumises (chicas sumisas) o en vietnamita como có giấy (persona con papeles). El reglamento también establece un dispensario municipal para examinar a las trabajadoras del sexo en busca de enfermedades venéreas y alojarlas para su tratamiento en caso necesario, la misma institución que llegaría a ocupar la atención de Vũ Trọng Phụng en 1937. Además, el reglamento prohíbe expresamente el acto de proxenetismo y dicta que sólo una mujer podía ser propietaria de un burdel.
Las normas de Hanói no eran inamovibles: En 1907, las autoridades municipales crearon una «brigada antivicio» o service des moeurs (en vietnamita: đội con gái) en el cuerpo de policía para tratar todos los asuntos relacionados con el trabajo sexual, incluido el registro de burdeles. Finalmente, en 1921, el résident supérieur (superior residente) del protectorado promulgó una ley amplia y uniforme que regulaba el trabajo sexual en todo Tonkín. Además de establecer requisitos de registro y controles sanitarios periódicos, así como tratamiento obligatorio si se descubría una infección venérea, la ley de 1921 también gravaba los ingresos de las trabajadoras sexuales.
La ley de 1921, aunque aparentemente se aplicaba de manera uniforme en todo Tonkín, en sentido estricto sólo estaba en vigor en las concesiones francesas -las ciudades de Hanói y Hải Phòng, las capitales de provincia y las bases militares- porque el resto del protectorado estaba gobernado indirectamente por los franceses a través del emperador vietnamita de la dinastía Nguyễn (el emperador Khải Định en aquella época). También se ha sugerido que la especial atención prestada a las bases militares revela que proteger la salud de los soldados en las colonias era un objetivo clave para regular el trabajo sexual y evitar la propagación de enfermedades venéreas en Tonkín.
Este mosaico legal creó muchos espacios de no regulación a los que acudían las trabajadoras sexuales que no deseaban someterse a un sistema regulador que consideraban oneroso y opresivo, creando así un próspero mercado negro para el trabajo sexual clandestino en Tonkín en los años de entreguerras. La presencia de este mercado negro era algo que preocupaba con frecuencia a los funcionarios coloniales, debido al temor ante la posibilidad, en su opinión, de una propagación incontrolada de enfermedades venéreas entre los compradores y vendedores de sexo clandestino y no regulado.

#### Cochinchina
Se ha investigado mucho menos sobre la historia del trabajo sexual durante el periodo colonial en el centro y el sur de Vietnam, en comparación con Vietnam del Norte (Tonkín).
Los detalles que han descubierto los historiadores sobre la regulación del trabajo sexual en Cochinchina sugieren una gran similitud con la situación en Tonkín. Existe una ordenanza de 1878 que regula las casas de prostitución autorizadas (maison de tolérance), el registro de las trabajadoras del sexo, ya sea en burdeles específicos o como filles isolées independientes, y los controles periódicos de enfermedades venéreas (en francés: visite sanitaire) en el dispensario municipal, especialmente en Saigón y Chợ Lớn (que se fusionaría con Saigón para formar una sola ciudad en 1931). Al igual que en Tonkín, el sistema de regulación estaba dirigido por una «brigada antivicio» especializada o police des moeurs de las fuerzas policiales municipales.
Según los registros policiales y judiciales de los archivos cochinchinos, los propietarios de burdeles, así como las propias trabajadoras del sexo, eran condenados a penas de prisión cortas, de 15 a más de 30 días, por infringir cualquiera de las normas relativas al registro o la inspección médica periódica de las trabajadoras del sexo. En particular, las trabajadoras del sexo clandestinas -que se negaban a someterse a los requisitos de registro y médicos- eran objeto de una dura aplicación, debido al temor del gobierno colonial a que propagaran enfermedades venéreas, tanto entre ellas como a sus clientes masculinos europeos.

#### Trabajadoras sexuales extranjeras
Además de las mujeres vietnamitas nativas, la industria del sexo en el Vietnam colonial también contó con la participación de trabajadoras sexuales de otras nacionalidades, como chinas, coreanas y japonesas. Las mujeres japonesas que viajaron a otros lugares para convertirse en trabajadoras sexuales son conocidas como karayuki-san.
En Vietnam, la palabra francesa mousmé era utilizaba para referirse más específicamente a las trabajadoras del sexo japonesas, así como a todas las mujeres japonesas en general, lo que sugiere o bien que la mayoría de las mujeres japonesas en Vietnam en aquella época eran trabajadoras del sexo o bien que las mujeres japonesas siempre fueron vistas por los franceses en términos altamente sexualizados. Las perspectivas sobre las mujeres japonesas en Vietnam en aquella época también se vieron posiblemente afectadas por la publicación en 1887 de la novela de Pierre Loti, Madame Chrysanthème, que tiene como uno de sus personajes principales a una mousmé que se casa con un oficial naval francés destinado en Japón.
Las trabajadoras del sexo japonesas estuvieron presentes desde principios del periodo colonial: los registros muestran que la primera mención de una trabajadora del sexo japonesa en Cochinchina data de 1883, mientras que en Haiphong data de 1885. Se dedicaban a actividades similares a las de sus compañeras nativas, pero solían ofrecer sus servicios en burdeles y lugares de ocio separados, o como trabajadoras independientes. A diferencia de sus homólogas vietnamitas, muchas trabajadoras del sexo japonesas empezaban bajo el yugo de la servidumbre para sufragar el coste de su viaje de Japón a Indochina. Los funcionarios veían a las trabajadoras del sexo japonesas, de forma orientalizante, como alegorías o representaciones de la nación japonesa o de ciertos valores japoneses esencializados. Las autoridades coloniales no pretendían prohibir a las japonesas el trabajo sexual, sino que se limitaban a someterlas a las mismas normas de registro y médicas que se aplicaban a las trabajadoras del sexo vietnamitas.
Japón exportó prostitutas llamadas karayuki-san durante los periodos Meiji y Taishō a China, Canadá, Estados Unidos, Australia, la Indochina francesa, la Malasia británica, el Borneo británico, la India británica y el África Oriental Británica, donde servían a soldados occidentales y culíes chinos. Los franceses consideraban a las prostitutas japonesas más limpias que las vietnamitas, casi como mujeres europeas. Las prostitutas japonesas de la Indochina francesa se negaban a servir a hombres vietnamitas (annameses), ya que despreciaban a los vietnamitas como raza sirviente. Los hombres franceses frecuentaban tanto prostitutas vietnamitas como prostitutas japonesas en la Indochina francesa.
Las mujeres japonesas llamadas karayuki-san emigraron a ciudades como Hanói, Hai Phong y Saigón en la Indochina francesa colonial a finales del siglo XIX para trabajar como prostitutas y prestar servicios sexuales a los soldados franceses que ocupaban Vietnam, ya que los franceses consideraban que las mujeres japonesas eran limpias y gozaban de gran popularidad. Las prostitutas japonesas se negaban a servir a los hombres vietnamitas. Las imágenes de las prostitutas japonesas en Vietnam fueron puestas en postales francesas por fotógrafos franceses. El gobierno japonés trató de ocultar la existencia de estas prostitutas japonesas que fueron al extranjero y no las menciona en los libros de historia. También hubo prostitutas japonesas en otras colonias europeas del sudeste asiático como Singapur, así como en Australia y Estados Unidos.
También había un número considerable de trabajadoras del sexo chinas en Vietnam en aquella época. Es probable que su clientela se centrara más en las importantes poblaciones de hombres chinos que había entonces en todas las colonias indochinas. Es significativo que un intento de las autoridades de Saigón en 1903 de someter los lugares que albergaban a las animadoras chinas a la misma normativa que el resto de burdeles de la ciudad no saliera bien, ya que la Cámara de Comercio China de Saigón intervino para argumentar que la nueva normativa era deshumanizadora, así como para obligar a las autoridades a abstenerse de imponer nuevas normas.

### Periodo de la guerra de Vietnam
Durante la guerra de Vietnam, se desarrolló una industria del sexo en torno a los soldados estadounidenses. Se calcula que el número de prostitutas en el país al final de la guerra era de entre 300 000 y 500 000, de las que se cree que el ochenta por ciento padecían alguna enfermedad venérea. Las prostitutas se congregaban en bares frecuentados por soldados estadounidenses y ciudadanos vietnamitas. Ofrecían diversos servicios. Algunas de las prostitutas se quedaron embarazadas y nacieron varios niños amerasiáticos. Estos niños fueron condenados al ostracismo y recibieron el despectivo nombre de bui doi («polvo de la vida»).
Durante la guerra, las sirvientas solían limpiar las viviendas de los soldados. Un soldado describió a las criadas como «...buenas católicas que podrían flirtear contigo, pero que nunca saldrían con un soldado estadounidense». Al mismo tiempo, no era raro que las criadas «mantuvieran limpias las cañerías» para que los soldados obtuvieran unos ingresos extra.
Después de la guerra, el gobierno vietnamita introdujo un programa de rehabilitación para antiguas prostitutas. A pesar de ello y del posterior programa gubernamental de educación sobre el VIH/sida, el desarrollo económico de la década de 1990 hizo que las mujeres de las comunidades rurales pobres se dedicaran a la prostitución con una nueva clase de clientes profesionales.

## Situación jurídica
La Ordenanza sobre prevención y lucha contra la prostitución de 2003 establece:
- Artículo 4. Los siguientes actos están estrictamente prohibidos:
  - 1. Comprar sexo;
  - 2. Vender sexo;
  - 3. Acoger la prostitución;
  - 4. Organizar actividades de prostitución;
  - 5. Forzar a la prostitución;
  - 6. Intermediación en la prostitución;
  - 7. Proteger la prostitución;
  - 8. Abusar del negocio de servicios para actividades de prostitución;
  - 9. Otros actos relacionados con las actividades de prostitución que establezca la ley.
- Artículo 23. Manipulación de prostitutas
  - 1. Las prostitutas, dependiendo de la naturaleza y gravedad de sus infracciones, serán sancionadas administrativamente, se les aplicará la medida de educación en comunas, barrios o municipios o serán enviadas a establecimientos de tratamiento médico. Las prostitutas extranjeras, en función de la naturaleza y gravedad de sus infracciones, serán sancionadas administrativamente en forma de amonestación, multa y/o expulsión.
  - 2. Las prostitutas que, aun siendo conscientes de su infección por el VIH, transmitan deliberadamente la enfermedad a otras personas serán examinadas para determinar su responsabilidad penal.
- Artículo 24. Tratamiento de las personas que cometan actos relacionados con la prostitución
  - 1. Las personas que amparen la prostitución, aporten capitales para su utilización con fines de prostitución serán, según la naturaleza y gravedad de sus infracciones, sancionadas administrativamente o examinadas de responsabilidad penal.
  - 2. Los que actúen como intermediarios en la prostitución, amparen la prostitución, coaccionen la prostitución, organicen la prostitución, trafiquen con mujeres y/o niños al servicio de actividades de prostitución serán examinados para determinar su responsabilidad penal.

A raíz de las denuncias de que el artículo 23.1 vulneraba los derechos de las prostitutas, en junio de 2012 la Ley de Sanciones Administrativas ordenó la puesta en libertad de todas las prostitutas y sustituyó la «reeducación» por multas entre el equivalente a 25 y 100 dólares. Unas 1 300 prostitutas se encontraban en «centros de rehabilitación» en julio de 2011 recibiendo «tratamiento y reeducación».

### Peticiones de despenalización
Una encuesta realizada entre 150 prostitutas por el Instituto de Ciencias del Trabajo y Asuntos Sociales, gestionado por el gobierno vietnamita, reveló que el 44 % de las prostitutas habían sufrido violencia a manos de sus clientes y algo menos de la mitad no denunciaron los delitos a las autoridades. La Red Vietnamita de Trabajadoras Sexuales ha pedido la despenalización para que el trabajo sexual sea más seguro.
Se cita a Kimberly Kay Hoang, profesora adjunta de Sociología en la Universidad de Chicago, que realizó un estudio en 2011 sobre las prostitutas en Ciudad Ho Chi Minh: «Legalizar la prostitución también reduciría la violencia y los delitos sexuales, como las violaciones y la violencia sexual. Las prostitutas se sentirían seguras llamando a la policía para denunciar a las fuerzas del orden casos de violencia y abusos por parte de clientes, traficantes y proxenetas».
Le Duc Hien, subdirector de un departamento gubernamental encargado de luchar contra los males sociales dependiente del Ministerio de Trabajo, cristalizó esta idea declarando a los medios de comunicación: «Sería un error estratégico explotar la prostitución como industria para aumentar los ingresos del turismo. ¿Qué pasaría si reconociéramos el trabajo sexual como profesión pero luego no supiéramos gestionarlo?».

## Terminología
Varios grupos y personas de Vietnam, entre ellos activistas de los profesionales del sexo, académicos, medios de comunicación y organizaciones no gubernamentales como la Red Vietnamita de Profesionales del Sexo, prefieren utilizar el término trabajo sexual en lugar de prostitución. El gobierno vietnamita sigue refiriéndose casi exclusivamente a la prostitución y a las prostitutas como objeto de sus políticas, ya se trate de la penalización o de la posible legalización del trabajo sexual en el país.
No existe un patrón claro o coherente en la forma en que se aplican los términos, aunque cada vez hay más conciencia de otras formas de trabajo sexual que las llamadas prostitutas pueden estar ejerciendo de hecho, como el modelaje con webcam. También se reconoce que el término trabajo sexual puede no abarcar plenamente el problema de la trata con fines sexuales, con el que Vietnam sigue lidiando, ya que el término implica un cierto nivel de agencia y voluntad de participar en el trabajo sexual, que se ha negado a las víctimas de la trata con fines sexuales.
Al discutir el fenómeno histórico, algunos estudiosos sostienen que el uso del término trabajo sexual es anacrónico y prefieren el término prostitución en su lugar, ya que este último término es el que se utilizaba en los documentos y textos del pasado. Por el contrario, otros estudiosos sostienen que el fenómeno era tan diverso en el pasado como en el presente, por lo que el término trabajo sexual es quizás más apropiado que el término prostitución como referencia global, y sin duda más acorde con las formas en que los trabajadores del sexo del presente prefieren ser identificados y discutidos.

## VIH
Existe un problema de VIH/sida entre las trabajadoras del sexo. El miedo a ser detectadas impide que las prostitutas accedan a los servicios sanitarios, por lo que las infecciones no reciben tratamiento y se propagan. Los defensores de la despenalización afirman que allí donde la prostitución es ilegal, las trabajadoras del sexo son más susceptibles de contraer infecciones de transmisión sexual.
En una conferencia celebrada en 2011, un documento presentado por el Ministerio de Trabajo de Vietnam afirmaba que el 9,3 % de las prostitutas del país estaban infectadas por el VIH. Sin embargo, en algunas zonas era considerablemente mayor: Hanói 20 %, Ciudad Ho Chi Minh 16 % y Hải Phòng 23 %. La falta de acceso a preservativos y servicios médicos eran las causas principales. Las prostitutas también pueden evitar los preservativos, ya que pueden utilizarse como prueba de prostitución.
Un estudio sobre 5 298 prostitutas publicado en 2015 por Drug Alcohol Depend concluyó que el consumo de drogas inyectables también es un factor de riesgo clave para la transmisión del VIH entre las prostitutas.

## Prostitución vietnamita en otros países
La prostitución vietnamita no se limita al propio país. En Ciudad Ho Chi Minh y el delta del río Mekong hay informes de mujeres obligadas a prostituirse tras casarse en el extranjero, sobre todo en otros países asiáticos. En Macao, la explotación de las mujeres ha contado con el apoyo de organizaciones legales. Muchas mujeres viajan de Lao Cai al condado chino de Hekou para trabajar en burdeles que atienden a hombres chinos.

## Trata de niños
En Ciudad Ho Chi Minh, muchas de las prostitutas son menores de 18 años. Algunas se ven obligadas a ejercer por necesidades económicas. Las prostitutas son tanto chicas como chicos (llamados trai bao o «chico cubierto» y trai gọi o «chico de compañía»). Además, se trafica con niños debido a la demanda de prostitución en otros países. Una organización no gubernamental calcula que la edad media de las niñas víctimas de la trata oscila entre los 15 y los 17 años, aunque se estima que la edad media de las niñas víctimas de la trata en Camboya es mucho menor. En la región turística de Sa Pa, una organización no gubernamental australiana descubrió 80 casos comerciales de explotación infantil por parte de extranjeros en 2007, el mismo año en que el país creó una unidad de investigación del turismo sexual infantil en el Ministerio de Seguridad Pública de Vietnam.

## Representación en los medios

### Miss Saigón
La protagonista del musical de 1989 Miss Saigón es una prostituta vietnamita llamada Kim. Haciéndose eco del argumento de la ópera Madama Butterfly de Puccini, Kim se enamora y queda embarazada de un cliente que es un soldado estadounidense blanco con esposa en casa. Cuando él la abandona por su esposa americana, Kim se da cuenta de que el padre de su hijo nunca volverá y se pega un tiro. La serie fue criticada por promover el estereotipo de una relación dominante/sumisa entre un hombre occidental y una prostituta asiática.

### Fuck Miss Saigon
Libro de 2017 sobre el comercio sexual en Vietnam, escrito por una prostituta trabajadora del delta del río Mekong. Es el primer relato sobre la prostitución en Vietnam escrito por una prostituta.

### Âm Tính
La serie de televisión vietnamita de 2008 Âm Tính es un documental sobre Lam Uyen Nhi, antigua ganadora de un concurso de belleza convertida en prostituta y drogadicta. Finalmente, Lam murió en 2007 tras una batalla contra el VIH/sida. La serie, de 20 capítulos, se centra en los altibajos de Lam, con Mai Phương Thúy, ganadora de Miss Vietnam 2006, en el papel de Lam.

### Full Metal Jacket
La cinta de Stanley Kubrick, dirigida en 1987 y basada en la novela Un chaleco de acero, del escritor Gustav Hasford, contiene escenas en las que se muestra la prostitución con los soldados estadounidenses. En una escena, los soldados Bufón (Matthew Modine) y Rompetechos (Kevyn Major Howard) son abordados por una prostituta de Đà Nẵng (Papillon Soo Soo). Una de las escenas ocurre durante una pausa entre batallas:
Prostituta de Da Nang: Bueno, nene, yo tan caliente. Yo tan caliente. Te quiero desde hace mucho. Yo sucky sucky.
[más tarde en el mismo intercambio de diálogo]
Soldado Bufón: ¿Qué puedo conseguir por diez dólares?
Prostituta: Todo lo que quieras.
Soldado Rompetechos: ¿Todo?
Prostituta: Todo lo que quieras.

### Hearts and Minds
La película documental de 1974 Hearts and Minds incluye escenas de prostitución, tanto al principio de la película, como durante la mitad de la misma. La primera escena muestra a soldados solicitando prostitutas en Saigón, y la segunda incluye entrevistas a soldados que están con prostitutas, con preguntas sobre la guerra y sus actividades actuales.

### Lost in Paradise
La película de 2011 Lost in Paradise presenta dos líneas argumentales: la principal, centrada en la prostitución masculina gay, y la secundaria, protagonizada por una prostituta. La película también incluye violencia contra los prostitutos por ser homosexuales. El crítico Tony Rayn, del Festival Internacional de Cine de Vancouver, dijo que la representación de la prostitución gay en la película le parecía «auténtica».

## Tráfico sexual
Vietnam es un país de origen y, en menor medida, de destino de mujeres y niños víctimas del tráfico sexual. Las mujeres y los niños vietnamitas son objeto de tráfico sexual en el extranjero; muchos son engañados por oportunidades de empleo fraudulentas y vendidos a operadores de burdeles en las fronteras de China, Camboya y Laos, y en otros lugares de Asia, como Tailandia, Malasia, Corea del Sur, Taiwán y Singapur. Algunas mujeres vietnamitas que viajan al extranjero para contraer matrimonio o trabajar en restaurantes, salones de masaje y bares de karaoke son sometidas a prostitución forzada.
La publicidad falsa, la servidumbre por deudas, la confiscación del pasaporte y las amenazas de deportación son tácticas utilizadas habitualmente para obligar a las víctimas vietnamitas a la servidumbre. Los traficantes utilizan cada vez más Internet, los sitios de juegos y, en particular, las redes sociales para atraer a posibles víctimas a situaciones vulnerables; por ejemplo, los hombres atraen a mujeres jóvenes y niñas con relaciones de citas en línea y las persuaden para que se trasladen al extranjero, sometiéndolas después a la trata con fines sexuales.
Muchos niños de zonas rurales empobrecidas, y un número cada vez mayor de clase media y entornos urbanos, son objeto de trata con fines sexuales. Los turistas sexuales infantiles, al parecer procedentes de otros lugares de Asia, Reino Unido y otros países de Europa, Australia, Canadá y Estados Unidos, explotan a niños en Vietnam.
El gobierno ha aumentado ligeramente sus esfuerzos para proteger a las víctimas. En 2022, identificó a 311 víctimas (195 mujeres, 116 hombres y 146 niños), en comparación con las 255 víctimas identificadas (102 mujeres, 153 hombres y 74 niños). Todas las víctimas identificadas eran vietnamitas, incluidas 176 víctimas de trata laboral y 40 víctimas de explotación sexual, en comparación con las 195 víctimas de trata laboral y las 14 víctimas de explotación sexual de 2022, respectivamente; es posible que algunas de dichas víctimas denunciadas cada año no hayan sido víctimas de trata según la definición del derecho internacional.
Para 2024, la Oficina de Vigilancia y Lucha contra la Trata de Personas del Departamento de Estado de los Estados Unidos calificó a Vietnam como país de «nivel 2».